# Hyposidra ruptifascia
Hyposidra ruptifascia är en fjärilsart som beskrevs av W. Warren 1901. Hyposidra ruptifascia ingår i släktet Hyposidra och familjen mätare. Inga underarter finns listade i Catalogue of Life.